# Rodolphe-Madeleine Cleophas Dareste de la Chavanne

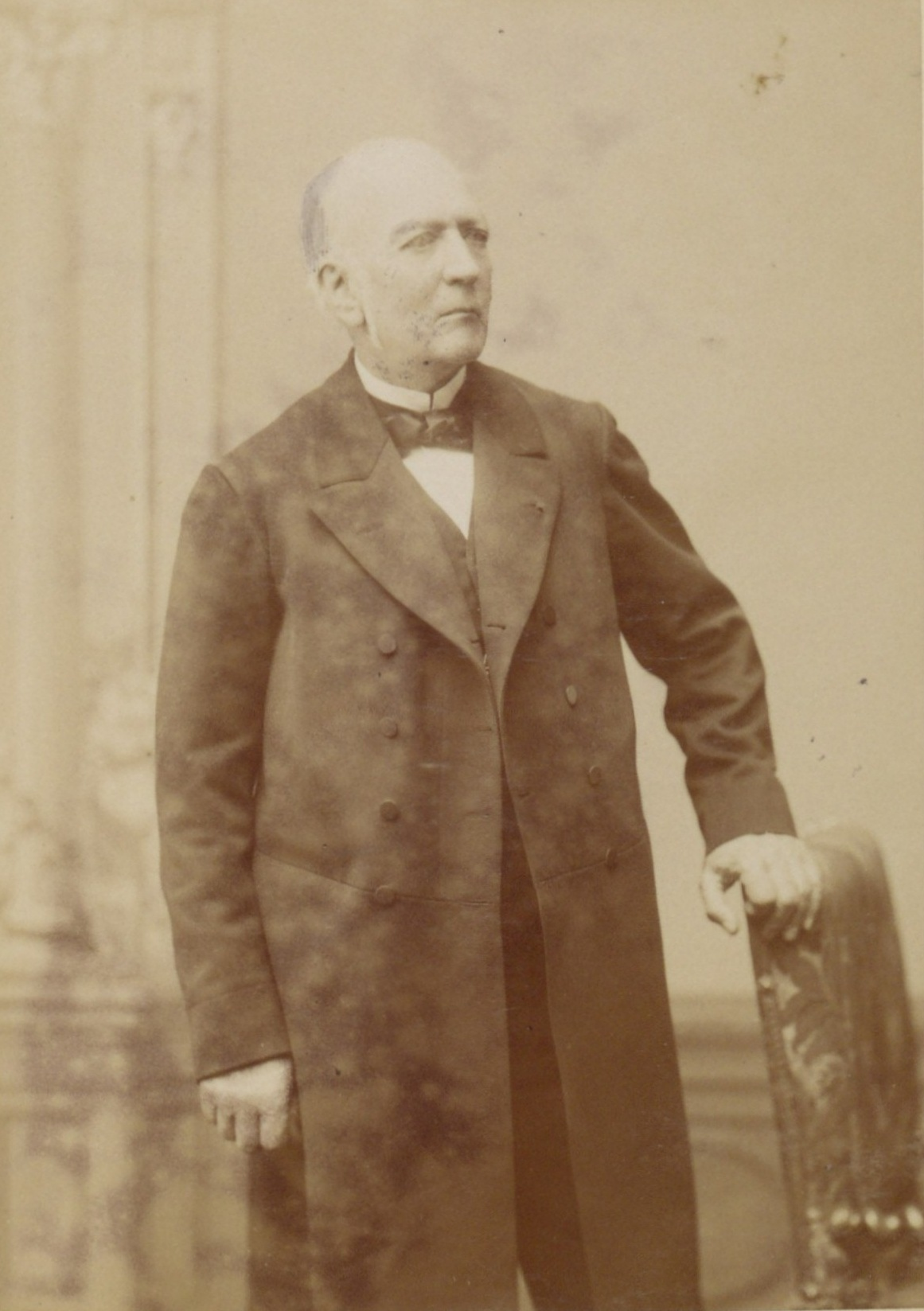
Rodolphe Dareste de La Chavanne

Rodolphe-Madeleine Cleophas Dareste de la Chavanne, född 25 december 1824, död 24 mars 1911, var en fransk jurist. Han var bror till Antoine-Élisabeth-Cléophas Dareste de la Chavanne.
Dareste de la Chavanne blev 1877 ledamot av kassationsdomstolen. Han var mångsidigt lär och ovanligt språkbegåvad, och var sin tids främste franske rättshistoriker. 1855 grundade han tillsammans med 3 andra forskare Nouvelle revue historique de droit français et étranger, den ledande franska rättshistoriska tidskriften. Dareste de la Chavannes verksamhet omfattade en rad olika områden men särskilt grekisk och nordisk rätt. Bland hans verk märks Le grand coutumier de France (1868), Études d'histoire du droit (2:a upplagan 1898), samt Recueil des inscriptions juridiques grecques (3 band, 1891-94).